# Philippe Baucheron de Boissoudy
Pour les autres membres de la famille, voir Baucheron de Boissoudy.

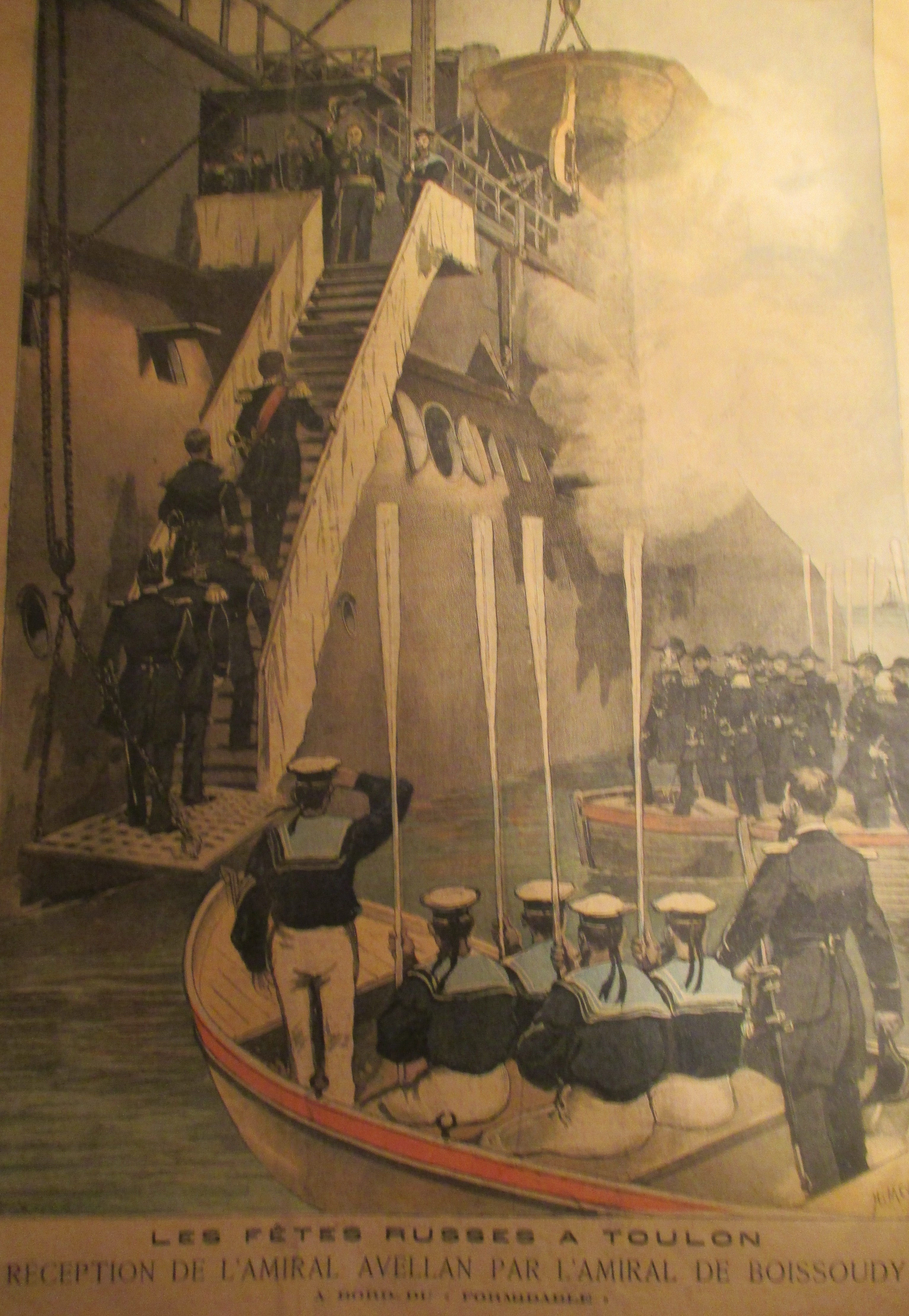
Le vice-amiral de Boissoudy reçoit l'amiral Avellan, commandant de l'escadre russe, à Toulon en octobre 1893, pour sceller l'alliance franco-russe.

Philippe Baucheron de Boissoudy (Philippe Adrien-Armand Baucheron de Boissoudy) , né à Gien (Loiret) le 26 février 1830 et mort à Saint-Père (Nièvre) le 9 novembre 1903, est un officier général de la Marine française.

## Biographie
Il appartient à une famille originaire du Berry (Issoudun, Indre).
Il sort de l'École navale et nommé aspirant le 1er août 1847, puis, successivement, enseigne de vaisseau le 3 février 1852, lieutenant de vaisseau le 11 juillet 1860, capitaine de frégate le  1er juin 1870.
Il participe à la campagne de 1870-1871, commandant notamment le bélier cuirassé Taureau en août 1870. De 1872 à 1874, il commande le Kersaint sur les bancs de Terre-Neuve, où il est chargé en tant que commissaire du gouvernement français de négocier des accords de pêche avec l'Angleterre. En 1883, il prend le commandement du croiseur Le Dupleix. Contre-amiral en 1885, il est nommé Major Général de la Marine et prend le commandement de la division cuirassée du Nord. En 1890, il accède au grade de vice-amiral et devint Inspecteur général de la Marine. En 1893, il est chargé de commander l'escadre de la Méditerranée et du Levant. C'est lui qui accueille à Toulon l'escadre russe commandée par l'amiral Avellan, pour sceller l'alliance franco-russe. En 1895, il est admis à l'État-major général de la Marine.
Baucheron de Boissoudy a, au cours de sa carrière, beaucoup navigué ːil a exercé quatorze commandements, dont un comme enseigne, un comme lieutenant de vaisseau, quatre comme capitaine de frégate et huit comme capitaine de vaisseau. 
Il est le père du général Antoine Philippe Thomas Joseph Baucheron de Boissoudy. Son petit-fils, Guy Baucheron de Boissoudy (1908-1972) sera également général, Grand Officier de la Légion d'honneur et Compagnon de la Libération.
Le personnage d'Adolphe Caterna dans le roman de Jules Verne Claudius Bombarnac travaille à son service à bord du Redoutable. L'écrivain, qui l'a rencontré effectivement lors d'une de ses croisières en Méditerranée à Oran le mercredi 28 mai 1894 durant une soirée organisée en son honneur, le mentionne par ailleurs au chapitre X.

## Distinctions
- Grand officier de la Légion d'honneur (12 juillet 1894)[6]
- Officier de l'Instruction publique
- Officier de l'Ordre de la Couronne de fer (Prusse)
- Grand-croix de l'Ordre de Sainte-Anne[7]